# Ivan Txerniakhovski
Ivan Danílovitx Txerniakhovski (rus: Ива́н Дани́лович Черняхо́вский), Úman, actual óblast de Txerkassi (Ucraïna) (16 de juny de 1906) – Mehlsack, actual Pieniężno, (Polònia), (18 de febrer de 1945) va ser un General d'Exèrcit soviètic (el més jove en assolir aquest rang, dues vegades Heroi de la Unió Soviètica, comandant brillant del 3r Front de Belarús, que morí de resultes de les ferides rebudes als afores de Königsberg amb només 39 anys. Va ser el comandant de front més jove de l'Exèrcit Roig.

## Biografia
De jove va treballar al ferrocarril, fins que el 1924, amb tot just 18 anys, s'allistà a l'Exèrcit Roig. El 1928 es graduà a l'escola d'oficials de Kíiv. Al març de 1941 esdevingué el comandant de la 28a Divisió Blindada al Districte Militar del Bàltic. Al juliol de 1942 va ser promogut a comandant del 28è Cos defensant Voronets

### 1943: Alliberador de Kursk.
El 8 de febrer de 1943, el seu 60è Exèrcit hissà una Bandera Roja victoriosa sobre la ciutat de Kursk.

### 1944: Batalles a Belarús
El 22 de juny de 1944, l'Stavka llançà l'Operació Bagration després d'un mes amb les operacions aturades pel fang de primavera. Els russos llançaren el seu atac en 4 fronts amb les divisions 146a i 43a blindada. El 1r Front del Bàltic del General Baghramian i el 3r Front de Belarús del General Txerniakhovski van atacar al nord i als sud de Vítsiebsk, capturant la ciutat el 27. L'ala esquerra de Txerniakhovski capturà Orsha; i al sud, el 2n Front de Belarús del General Matvei Zakharov, al nord de les Marismes de Priipet destruí una força de 33.000 soldats. L'exèrcit de Txerniakhovski ara es dirigiria cap a Minsk. El 2 de juliol, les seves forces mòbils van arribar a Stolbtsy, a uns 50 km. Els tancs del General Rotmistrov van entrar a Minsk el 3 de juliol, capturant a 50.000 alemanys.
L'ofensiva ara es dirigia cap a Baranavitxi (8 de juliol) i Hrodna (13 de juliol). Al sud, les forces del Mariscal Rokossovski van netejar les marismes de Pripet, capturant Pinsk i Kòvel el 5 de juliol. Al nord, Baghramian es dirigí cap als països bàltics, capturant Vílnius a Lituània i Daugavplis a Letònia el 13 de juliol. Això provocà la ruptura del Grup d'Exèrcits Nord en dos. Els soviètics van arribar a la frontera polonesa en 24 dies i van afirmar haver capturat 158.000 homes, 2.000 tancs, 10.000 canons i 57.000 vehicles de motor. També afirmaren haver mort 38.000 alemanys. Això era una gran derrota pels alemanys, i Hitler destituí al Mariscal Buch al capdavant del Grup d'Exèrcits Centre, substituint-lo pel Mariscal Model. Els soviètics havien empès als alemanys des de Belarús a mitjans de 1944 i es preparaven per atacar Polònia. Al nord, els Generals Txerniakhovski i Zakharov s'uniren per capturar Bialystock el 18 de juliol.

### 1944: Victòria a la Prússia Oriental
A l'estiu del 1944, el General Txerniakhovski va fer que els alemanys es retiressin fins a les fronteres del seu país a la Prússia Oriental. El seu 3r Front de Belarús va anar a través del riu Me,am, capturant Kaunas l'1 d'agost, i amenaçà la frontera oriental de Prússia. El centre capturà Suwalki el 26 de juliol i el General Bagramian capturà la ciutat de Tukums, al Golf de Riga.

### 1944: A Alemanya
Tot just abans de la seva mort el 1945, Txerniakhovski llançà l'ofensiva soviètica dins la Prússia Oriental, enfrontant-se al III Exèrcit Panzer. Juntament amb el 2n Front de Belarús del General Rokossovski, el qual atacà Prússia Oriental des del sud, dirigint-se cap a Danzig, el 3r Front de Belarús atacà des de l'est cap a Königsberg, tot i que això significava llançar els seus exèrcits contra una zona densament fortificada. Aquests dos fronts empraren 1.670.000 homes amb 28.360 canons i morters pesats i 3.300 tancs.

### 1945: Comandant Suprem Soviètic de la Prússia Oriental – Mort en acció
L'exèrcit del General Rokossovski establí contacte amb les forces del Mariscal Júkov a Graudenz, i es van dirigir cap a Danzig per aïllar la Prússia Oriental. Més de mig milió d'alemanys van quedar capturats en una bossa, però bastants van aconseguir ser evacuats. El 10 de febrer, Rokossovski arribà a la costa prop d'Elbing (Elbląg), deixant la Prússia Oriental assetjada pel 3r Front Belarús des del sud i l'est.
Entre gener i el 18 de febrer del 1945, el General Txerniakhovski va ser nomenat Comandant Suprem Soviètic de la Prússia Oriental.
L'1 de febrer del 1945, el General Txerniakhovski atacà entre Elbing i Königsberh, però resultà mort en acció i el substituí el General Vasilevsi, capturant un cap de pont Braunsberg al 20 de març, i Königsberg es rendí el 9 d'abril.
Ivan Txerniakhovski va ser enterrat a Vílnius, prop d'una plaça que portava el seu nom. Després que el 1990 Lituània declarés la seva independència de la Unió Soviètica, Txerniakhovski, igual que molts d'altres, va ser declarat com un ocupant, i el seu cadàver retornà a Rússia, per ser reenterrat al cementiri de Novodevitxi.
Després de la II Guerra Mundial, quan la Unió Soviètica s'annexionà la part nord de la Prússia Oriental i expulsà d'allà als alemanys, la ciutat d'Insterburg va ser reanomenada com a Txerniakhovsk en honor seu.

## Dates de promoció
- General Major (equivalent a General de Brigada) - 5 de maig de 1942
- General Leytenant (Major General) - 14 de febrer de 1943
- General Polkovnik (Tinent General) - març de 1944
- General Armiyi (General) - 26 de juny de 1944

## Condecoracions
- Heroi de la Unió Soviètica (2)
- Orde de Lenin
- Orde de la Bandera Roja (4)
- Orde de Suvorov de 1a classe (2)
- Orde de Kutuzov de 1a classe
- Orde de Bogdan Khmelnitski de 1a classe
- Medalla del 20è Aniversari de l'Exèrcit Roig